# Cinema Erotica
Cinema Erotica ist das elfte Studioalbum der US-amerikanischen Band Blood on the Dance Floor. Es erschien am 2. November 2018.

## Hintergründe
Dahvie Vanity und Fallon Vendetta schrieben und produzierten sämtliche Titel auf Cinema Erotica eigenhändig. Das Album ist laut der Sängerin als Reaktion darauf entstanden, dass in der modernen Gesellschaft Sex zunehmend als etwas Negatives angesehen wird, und die Band ihrer Zuhörerschaft zeigen wollte, dass es "okay" sei, "bezüglich seines Sexuallebens offen zu sein" ("it's okay to be open with your sexuality"). Es stelle eine "Feier von Sexualität, Empowerment und Liebe" ("the celebration of sexuality, empowerment, love") dar. Als Abgrenzung zur drei Jahre zuvor erschienenen, ebenfalls stark von sexuellen Inhalten geprägten EP Cruel Pornography bezeichnete Vanity das Album als "näher an einer Geschichte als an pornografischem Material" ("more of a story rather than pornographic material").
Das Album erhielt seine breite Veröffentlichung am 2. November 2018, war allerdings bereits seit dem 25. Mai desselben Jahres in einer auf 100 Stück limitierten, handsignierten physischen Form auf ihrer Website vorbestellbar. Wer dies in Anspruch nahm, konnte bereits vorab das Lied Diamonds hören. Die CD-Edition enthält außerdem einen zusätzlichen Bonustrack namens Scream Queen.
Aus dem Album wurden sieben Singles ausgekoppelt: The Dominant, The Climax, Death Squad, Anthem For the Weekend, Vengeance, Disco Bloodbath (Reign in Infamy) und Haunted (Cursed to Feel). Erstgenannte war dabei die einzige, die ein Musikvideo erhielt. Dieses ist das erste, das die Band, Lyric Videos und Soloprojekte ausgenommen, seit jenem zum 2013 erschienenen Song Damaged aus dem Album Bad Blood veröffentlichte. Das Lied The Runaways war außerdem ursprünglich als Bonustrack auf der limitierten CD-Edition des Vorgängeralbums Haunted vorhanden.

## Musik und Texte
Musikalisch ist Cinema Erotica deutlich einheitlicher als die beiden vorangegangenen Alben mit Beteiligung von Fallon Vendetta. Der Stil des Werkes ist eine Mischung aus eingängigem Electro-Pop und düsterem Industrial, wobei sich die einzelnen Lieder in der Gewichtung dieser Elemente unterscheiden. So ist mit Death Squad ein vergleichsweise hartes und wenig radiotaugliches, und mit Haunted (Cursed to Feel) ein eher leichtes und melodisches Stück auf dem Album zu finden. Die meisten Titel vereinen die Merkmale der zwei Stile allerdings ausgewogen. Durch die Texte des Werkes zieht sich nahezu durchwegs eine dem Horrorgenre entlehnte Atmosphäre und Ästhetik, die sich häufig mit der Lust am Gefährlichen und am Schmerz auseinandersetzt. Neben dem wiederkehrenden Motiv der Sexualität werden auch Vampirismus, der durch Karma verursachte Untergang von Feinden, das Verarbeiten von quälenden Erinnerungen oder Rache auf dem Album thematisiert.

## Covergestaltung
Das Cover zu Cinema Erotica ist traditionell gezeichnet und zeigt die beiden Bandmitglieder vom Bauch aufwärts vor den Umrissen eines Sarges stehen. Der Hintergrund ist in Schwarz gehalten und mit roten stilisierten Blutflecken übersät. Fallon Vendetta ist im Vordergrund des Motivs zu sehen. Sie ist freizügig gekleidet und trägt ein weißes, bauchfreies, ärmelloses Shirt, welches an ihrer Brust stark eingerissen ist. Ihr Körper ist stark tätowiert, und ihr läuft Blut aus dem Mund. Links hinter ihr befindet sich Dahvie Vanity, der mit seiner rechten Hand ihre Schulter berührt. Er trägt einen weißen Pullover seiner eigenen Modelinie Enjoy Death, deren Logo links auf seiner Brust angebracht ist. An seiner Hand und seinem Hals sind ebenfalls Tattoos erkennbar. Über den Köpfen der Künstler steht in großen, roten Lettern der Bandname; mittig am unteren Rand des Bildes der Albumtitel in selber Farbe und anderer Schriftart.

## Titelliste
| Nr. | Titel                             | Länge |
| --- | --------------------------------- | ----- |
| 1.  | Cinema Erotica                    | 4:04  |
| 2.  | Disco Bloodbath (Reign in Infamy) | 3:36  |
| 3.  | Haunted (Cursed to Feel)          | 3:59  |
| 4.  | The Runaways                      | 3:43  |
| 5.  | Vengeance                         | 4:12  |
| 6.  | The Dominant                      | 3:15  |
| 7.  | Diamonds                          | 3:03  |
| 8.  | The Climax                        | 3:56  |
| 9.  | Death Squad                       | 3:53  |
| 10. | Anthem For the Weekend            | 3:40  |
| 11. | El Fin                            | 0:44  |

| Nr. | Titel                             | Länge |
| --- | --------------------------------- | ----- |
| 1.  | Cinema Erotica                    | 4:04  |
| 2.  | Disco Bloodbath (Reign in Infamy) | 3:36  |
| 3.  | Haunted (Cursed to Feel)          | 3:59  |
| 4.  | The Runaways                      | 3:43  |
| 5.  | Vengeance                         | 4:12  |
| 6.  | The Dominant                      | 3:15  |
| 7.  | Diamonds                          | 3:03  |
| 8.  | Scream Queen                      | 3:52  |
| 9.  | The Climax                        | 3:56  |
| 10. | Death Squad                       | 3:53  |
| 11. | Anthem For the Weekend            | 3:40  |
| 12. | El Fin                            | 0:44  |

## Erfolg
Cinema Erotica konnte sich wie bereits die drei vorherigen Studioalben weltweit nicht in den Charts beweisen und somit nicht an die früheren Erfolge der Gruppe anknüpfen.